# Lista postaci serialu Czarodziejki
Lista postaci serialu Czarodziejki – artykuł przedstawia bohaterów serialu telewizyjnego „Czarodziejki”.

## Coop
Coop – jest Kupidynem. Pojawia się w 16. odcinku 8. sezonu. Pomaga jednej z Czarodziejek, Phoebe Halliwell, uwierzyć w miłość. Coop z czasem zakochuje się w Czarodziejce z wzajemnością. Pod koniec 8. serii Coop i Phoebe biorą ślub, w przyszłości mają trzy córeczki. Postać grana przez Victora Webstera.

## Penny
Penelope Penny Johnson-Halliwell (ur. 23 czerwca 1937, zm. 5 marca 1998) – potężna czarownica, babcia Czarodziejek, opiekowała się nimi po tragicznej śmierci ich matki Patty. Odebrała im moce w obawie przed okrutnym losem, jednak po jej śmierci siostry otrzymały ponownie dary, by wypełnić swoje przeznaczenie. Była mężatką aż cztery razy. W przeszłości miała kochanka, złego ducha Nekromantę. W serialu pojawiała się jako duch.

## Chris Halliwell
Christopher Chris Perry Halliwell (ur. 16 listopada 2004) – jest drugim synem Piper i Leo. W finale 5. sezonu pojawia się dorosły Chris, który przybył z przyszłości i ostrzegł Czarodziejki przed niebezpieczeństwem ze strony Tytanów. Występuje regularnie w 6. sezonie. Jego zadanie to chronienie Wyatta przed przejściem na stronę zła. W 7. sezonie pojawia się postać małego Chrisa. Jego postać odgrywa aktor Drew Fuller. Chris miał moc telekinezy. Był duchem światłości, ale nie potrafił leczyć.

## Wyatt Halliwell
Wyatt Matthew Halliwell (ur. 23 lutego 2003) – jest pierwszym synem Piper Halliwell i Leo Wyatta. W serialu gra go trzech aktorów: Jason i Kristopher Simmons (mały Wyatt do wieku trzech lat) oraz Wes Ramsey (dwudziestopięcioletniego Wyatta). Urodził się w trakcie 5. sezonu. Od pierwszych minut życia posiada moc. Stał się jednym z najpotężniejszych czarodziejów na świecie. Zło od razu się dowiedziało o jego narodzinach i próbowało go przekonać do złej drogi życia, ale Piper, Phoebe i Paige obroniły go.
Piper złamała rodzinną zasadę nadawania dziecku imienia na literkę 'P' i nazwała syna Wyatt (po ojcu), a na drugie dała mu Matthew (po ciotce Paige). W alternatywnej przyszłości, Wyatt stał się zły przez pościgi ze strony Gideon'a. Zmienił dom Czarodziejek w muzeum i stamtąd rządził wszystkimi demonami, jego młodszy brat, Chris, nie zgodził się z tym i cofnął się do przeszłości by naprawić przyszłość. Wyatt i Billie Jenkins są jedynymi ze świata magicznego, którzy nie zginęli nigdy podczas emisji serialu.

## Henry Mitchell
Henry Mitchell – jest kuratorem policyjnym. Pojawia się w 8. odcinku 8. sezonu. Poznaje Paige, z którą z upływem czasu zaczyna się spotykać. Najmłodsza z sióstr po wyjawieniu swej tajemnicy pokazuje mu świat magii. W 16. odcinku 8. serii Henry i Paige biorą ślub, a w przyszłości mają trójkę dzieci - syna i dwie córki (bliźniaczki). Postać grana przez Ivana Sergei.

## Darryl Morris
Darryl Morris – jest to czarnoskóry inspektor policji. Występuje od początku serii. Utrzymuje magię czarodziejek w sekrecie. W czwartej serii ratuje je przed komisarzem, który dowiedział się o ich magii. Czarodziejki powiedziały mu o swoich umiejętnościach po śmierci jego przyjaciela, Andy’ego. Gra go Dorian Gregory.

## Patty Halliwell
Patricia Patty Halliwell – postać fikcyjna z serialu Czarodziejki, matka sióstr Halliwell. Z mężem Victorem Benettem miała 3 córki: Prue, Piper i Phoebe. Czwarta córka (Paige Matthews) była owocem jej romansu z Duchem Światłości. W jej rolę wcieliła się Finola Hughes.

## Andy Trudeau
Andrew Andy Trudeau – dorastał razem z siostrami Halliwell i był ich najlepszym przyjacielem. Był inspektorem i wielką miłością Prue Halliwell, jednak nie podobały mu się jej tajemnice (ona nie mogła mu powiedzieć o swoim sekrecie) i ze sobą zerwali. Po pewnym czasie uświadomili sobie, że się dalej kochają, a Prue wyjawiła mu swoją tajemnicę. Umarł za sprawą demona, w finale 1. sezonu, chcąc uratować siostry. Grany przez Teda Kinga.

## Melinda Warren
Melinda Warren (ur. 31 października 1670) – zaczęła eksperymentować z czarami, za co została spalona na stosie. Posiadała moc telekinezy, zamrażania (zwalniania molekuł), a także przewidywania przyszłości. Jej jedynym marzeniem było to, aby mieć dużą rodzinę. Miała córkę Prudence Warren. Melinda jest założycielką rodu Warrenów, dzisiaj Halliwellów.

## Leo Wyatt
Leo Wyatt (ur. 6 maja 1924) – podczas II wojny światowej był sanitariuszem. Został postrzelony w 1942, na skutek czego zmarł. Stał się jednak Duchem Światłości, m.in. sióstr Halliwell. Pomiędzy nim a Piper rodzi się uczucie. W 3. sezonie biorą ślub, a w 5. roku trwania serialu rodzi im się dziecko (Wyatt Halliwell) z nieznanym i magicznym przeznaczeniem. Potem, za przyczyną dobrego serca zostaje starszym, co rujnuje związek Piper i Leo. Jednak wbrew przepisom, staje się ojcem drugiego syna Chrisa. Leo posiada moce uzdrawiania, orbitowania, elektrokinezę, lewitacji, lokalizacji dobra, zmiany wyglądu, a jako awatar cofania czasu. Grany przez Briana Krause.

## Billie Jenkins
Billie Jenkins jest początkującą wiedźmą i podopieczną Paige. Poznajemy ją w pierwszym odcinku 8 sezonu. Podobnie jak Phoebe, Billie jest bardzo sprawna i także zna sztuki walki. Dziewczyna posiada zdolność telekinezy, a z czasem odkrywa w sobie także dar projekcji myśli. Wchodzi w sojusz z siostrami Halliwell i razem z nimi walczy z demonami. Gdy dziewczyna dowiaduje się, że jej siostra Christy, którą uważała za zmarłą, została porwana przez demony, zaczyna jej poszukiwania. Billie jest dobrą przyjaciółką sióstr Halliwell.

## Victor Bennett
Victor Bennett jest ojcem wszystkim trzech Czarodziejek, Prue, Piper oraz Phoebe, jednak nie Paige, ponieważ jej ojcem był duch światłości, Patty, matki Czarodziejek, Sam. Victor jest śmiertelnym człowiekiem, który nie posiada żadnych nadprzyrodzonych mocy. Kiedy jego córki były małymi dziewczynkami odszedł po kłótni z Penny, babcią Czarodziejek, którą punktem zapalnym był spór o magię. Powrócił niedługo po tym jak Czarodziejki otrzymały moce, aby na nowo odnowić ich wspólne relacje, niestety niedługo po przybyciu znowu zniknął i je zawiódł. Po jakimś czasie znowu pojawia się w życiu Czarodziejek, ratując Prue przed złem, ale tym razem zostaje na stałe i przywraca ich relację, a nawet po śmierci Prue, traktuje Paige jak swoją, własną córkę i pomaga przy opiece nad wnukami kiedy Czarodziejki walczą ze złem.